# Cyathea trichomanoides
Cyathea trichomanoides är en ormbunkeart som beskrevs av Maarten J.M. Christenhusz. Cyathea trichomanoides ingår i släktet Cyathea och familjen Cyatheaceae. Inga underarter finns listade.